# Nargiz Absalamova
Nargiz Absalamova (nacida el 17 de julio de 1998) es una periodista y prisionera política azerbaiyana. Es conocida por su trabajo con medios de comunicación independientes como Gazette, MikroskopMedia, Toplum TV y Abzas Media . Ella ha experimentado violencia y acoso policial debido a su periodismo de investigación. Absalamova fue detenida varias veces mientras cubría las protestas. Fue acusada de contrabando en 2023, cargo que ella niega, y ha estado detenida desde entonces.

## Trayectoria laboral
Nargiz Absalamova nació el 17 de julio de 1998 en Bakú, Azerbaiyán. Comenzó su educación en la escuela secundaria nº 170 en 2004 y se graduó en 2015. Ese mismo año, se matriculó en la Facultad de Periodismo de la Universidad Estatal de Bakú, de la que se graduó en 2019. Al finalizar sus estudios superiores, participó en un programa de formación en periodismo en el Instituto de Iniciativas Democráticas en 2019. Después de esto, se embarcó en su carrera periodística, trabajando con varios medios de comunicación independientes como Gazette, MikroskopMedia, Toplum TV y Abzas Media.

### Carrera de periodismo
Como periodista, Absalamova ha sufrido violencia y acoso policial.
En 2021, mientras cubría una protesta feminista, ella y sus colegas fueron detenidos por agentes del Departamento de Policía del Distrito de Khazar. Se difundió una grabación de las amenazas y la violencia que recibieron mientras estaban detenidos.
En diciembre de 2022, durante una protesta contra la propuesta de ley "Sobre los medios" del gobierno, fue sometida a brutalidad policial, lo que le provocó una fractura de clavícula. El 21 de junio de 2023, mientras cubría una protesta de los residentes de la aldea de Soyudlu, en el distrito de Gadabay, fue detenida, le confiscaron el teléfono y la sacaron a la fuerza de la aldea. 
Absalamova ha trabajado principalmente para Abzas Media, una plataforma de medios independiente que realiza periodismo de investigación sobre las actividades de los funcionarios gubernamentales en Azerbaiyán, incluida la presunta corrupción en los esfuerzos de reconstrucción en Karabaj desde 2020. Entre 2022 y 2023, Abzas Media investigó a los familiares del presidente de Azerbaiyán, Ilham Aliyev, al ministro de Asuntos Exteriores , Jeyhun Bayramov, al jefe del Servicio de Seguridad Presidencial , Baylar Eyyubov, y al jefe del Servicio de Seguridad del Estado, Ali Naghiyev . También se publicaron informes sobre licitaciones asociadas a la Fundación Heydar Aliyev y PASHA Holding . La serie "Crímenes sin resolver" incluyó investigaciones sobre el exjefe del metro Taghi Ahmadov, el exrector de la Universidad Eslava de Bakú Nurlana Aliyeva, el excomandante del 1er Cuerpo de Ejército Hikmat Hasanov, el exalcalde de Bakú Hajibala Abutalybov, la exdiputada Elmira Akhundova, el exministro de Ecología y Recursos Naturales Huseyngulu Baghirov y el actual ministro de Finanzas Samir Sharifov, destacando los crímenes no investigados.

### Arresto y detención
El 20 de noviembre de 2023, Ulvi Hasanli, director ejecutivo de Abzas Media, fue detenido cerca de su casa mientras se dirigía al aeropuerto para un viaje internacional. Hasanli fue llevado al Departamento Principal de Policía de la ciudad de Bakú, donde se registraron tanto su domicilio como la oficina de Abzas Media. Zibeyda Sadigova, abogada de Hasanli, informó que durante un registro de cinco horas en la oficina, la policía supuestamente encontró 40.000 euros. Además, en la noche del 20 al 21 de noviembre, Sevinj Vagifgizi, la editora en jefe de Abzas Media, regresó a Azerbaiyán desde Estambul, fue detenida por la policía en el Aeropuerto Internacional Heydar Aliyev y su apartamento fue registrado. Ambos periodistas fueron acusados en virtud del artículo 206.3.2 (contrabando en un acuerdo preliminar por un grupo de personas) del Código Penal y fueron puestos en prisión preventiva.
En noviembre de 2023, tras el arresto de los directivos y empleados de Abzas Media por cargos de contrabando, Nargiz fue interrogado como testigo en el Departamento Principal de Policía de la ciudad de Bakú. Una semana después, el 30 de noviembre, fue citada nuevamente como testigo, pero fue detenida como sospechosa y acusada en virtud del artículo 206.3.2 (contrabando; por acuerdo preliminar de un grupo de personas) del Código Penal de la República de Azerbaiyán.  El 1 de diciembre, el Tribunal de Distrito de Khatai ordenó su detención durante tres meses.  
Ante el tribunal, Absalamova negó las acusaciones, afirmando que su detención, al igual que la de sus colegas, estaba vinculada a su periodismo, en particular a sus investigaciones sobre la corrupción para Abzas Media . Durante la investigación, su detención fue extendida tres veces, la última el 11 de junio de 2024, añadiendo otros tres meses a su prisión preventiva. El Comité para la Protección de los Periodistas pidió a las autoridades azerbaiyanas que la liberaran a ella y a sus colegas de Abzas Media encarcelados. Además, organizaciones internacionales de derechos humanos, entre ellas Amnistía Internacional,  Human Rights Watch (HRW),  la Federación Europea de Periodistas, el Comité Noruego de Helsinki,  junto con el Departamento de Estado de los Estados Unidos,  han condenado el arresto de Absalamova.
El 19 de agosto de 2024 se presentaron nuevos cargos contra Absalamova y sus colegas, incluidos los de empresa ilegal, contrabando por medios delictivos en forma de banda organizada, falsificación y evasión fiscal. Estos cargos se castigan con penas de prisión de hasta 12 años.   